# Forcepia australis
Forcepia australis är en svampdjursart som först beskrevs av Claude Lévi 1963.  Forcepia australis ingår i släktet Forcepia och familjen Coelosphaeridae. Inga underarter finns listade i Catalogue of Life.